# Гардинг (город в Германии)
Гардинг (нем. Garding) — город в Германии, в земле Шлезвиг-Гольштейн.
Входит в состав района Северная Фризия. Подчиняется управлению Айдерштедт. Население составляет 2649 человек (на 31 декабря 2010 года). Занимает площадь 3,06 км². Официальный код — 01 0 54 036.
Официальным языком в населённом пункте, помимо немецкого, является севернофризский.